# Bernardino de Meneses Bracamonte
Bernardino de Meneses Bracamonte (Talavera de la Reina, c. 1625 - 30 januari 1656) was een Spaanse edelman. De titel 1e Graaf van Penalva en Gouverneur van het Caraïbisch eiland Santo Domingo, werd hem verleend op 1 januari 1632. Hij speelde een bijzondere rol bij het ontzet van de belegering van Santo Domingo in 1655.

## Zijn leven
Bracamonte Bernardino de Meneses werd rond 1625 geboren in Talavera de la Reina, een gemeente in de provincie Toledo. Op 20 juni 1654 werd hij door Filips IV van Spanje benoemd tot gouverneur en kapitein-generaal van Hispaniola en president van het Justitieel College en de Kanselarij van het koningshuis van Spanje op Santo Domingo.
Op 4 mei 1655 arriveerde Bernardino de Meneses in Santo Domingo, met de opdracht om de Engelse invasie, geleid door admiraal William Penn en generaal Robert Venables, te stoppen. Hij was daar ter vervanging van waarnemend kapitein-generaal Juan Francisco Montemayor (1618-1685) die tot nu toe met succes het verzet tegen de invasie had georganiseerd. Bernardino de Meneses versloeg de Britten, die na hun nederlaag naar Jamaica gingen en dat eiland veroverden.

## Nalatenschap
De graaf van Penalva was verantwoordelijk voor de versterking van de beschermde muur van de stad Santo Domingo. Tegenwoordig is de Calle El Conde in Santo Domingo naar hem vernoemd. De hoofdingang van de muur rond de oude koloniale stad is ter nagedachtenis aan hem Puerta del Conde genoemd.